# Santa Fe (Galápagos)
Santa Fé (englisch Barrington Island) ist eine der Galapagosinseln. Sie ist 24 km² groß und der höchste Punkt der Insel liegt 259 Meter über dem Meeresspiegel. Sie befindet sich im Zentrum des Archipels, südöstlich von Santa Cruz.
Der Santa Fe-Drusenkopf (Conolophus pallidus) lebt nur auf dieser Insel. Auf allen anderen Galapagosinseln ist er durch den normalen Drusenkopf (Conolophus subcristatus) vertreten.
Die Insel besteht aus dem Rest eines alten Schildvulkans.